# 文森特群島
文森特群島（英語：Vincent Islands），是南極洲的群島，位於南喬治亞群島，處於哈康國王灣，由英國探險隊繪入地圖，由英國南極名稱諮詢委員會命名，由英國海外領土管轄。